# Cynoglossus waandersii
 Cynoglossus waandersii és un peix teleosti de la família dels cinoglòssids i de l'ordre dels pleuronectiformes que es troba a les costes de Borneo i Sumatra.